# Пйотровський Юзеф Юліанович

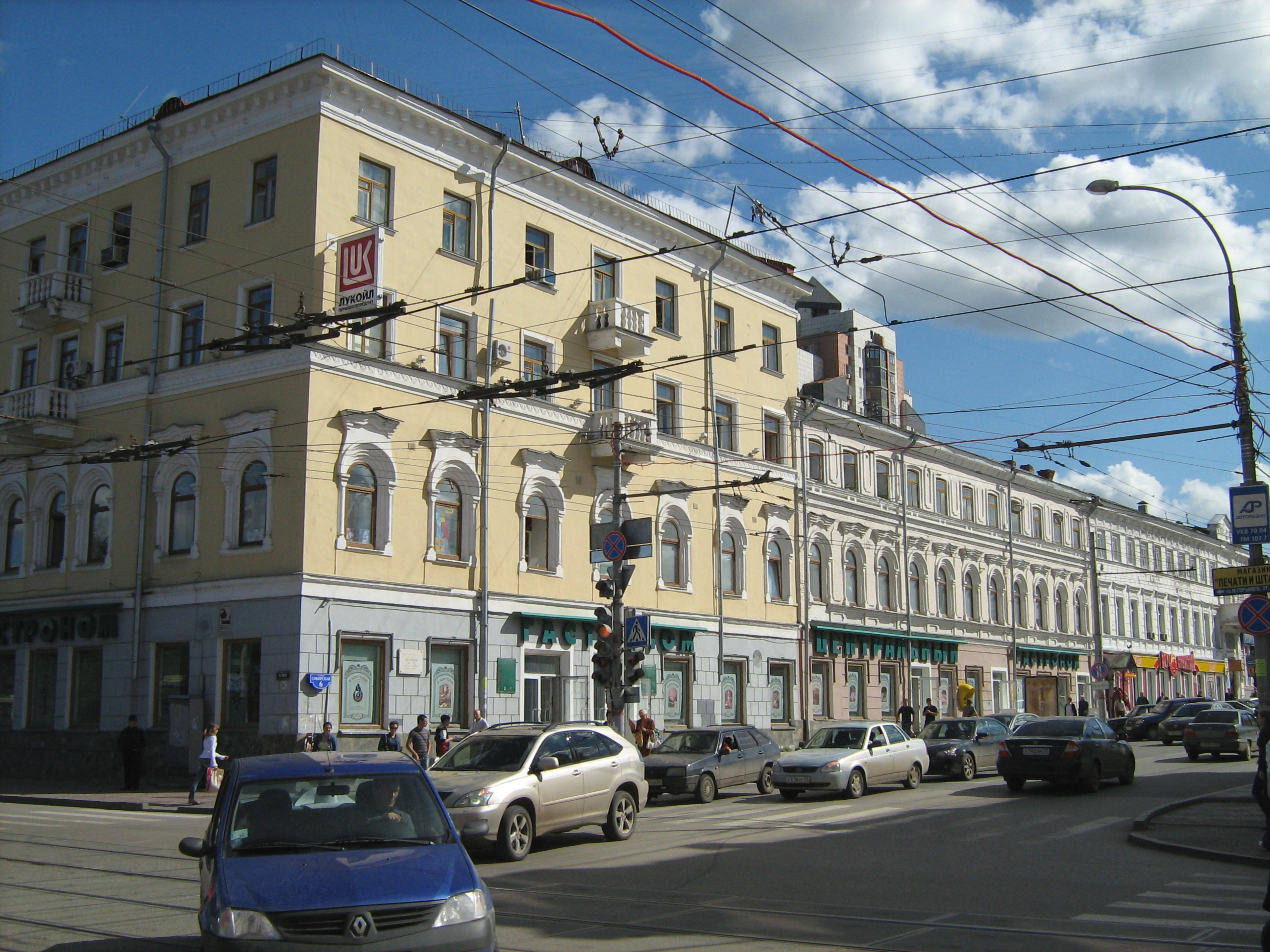
Будинок, в якому була книгарня Пйотровського.

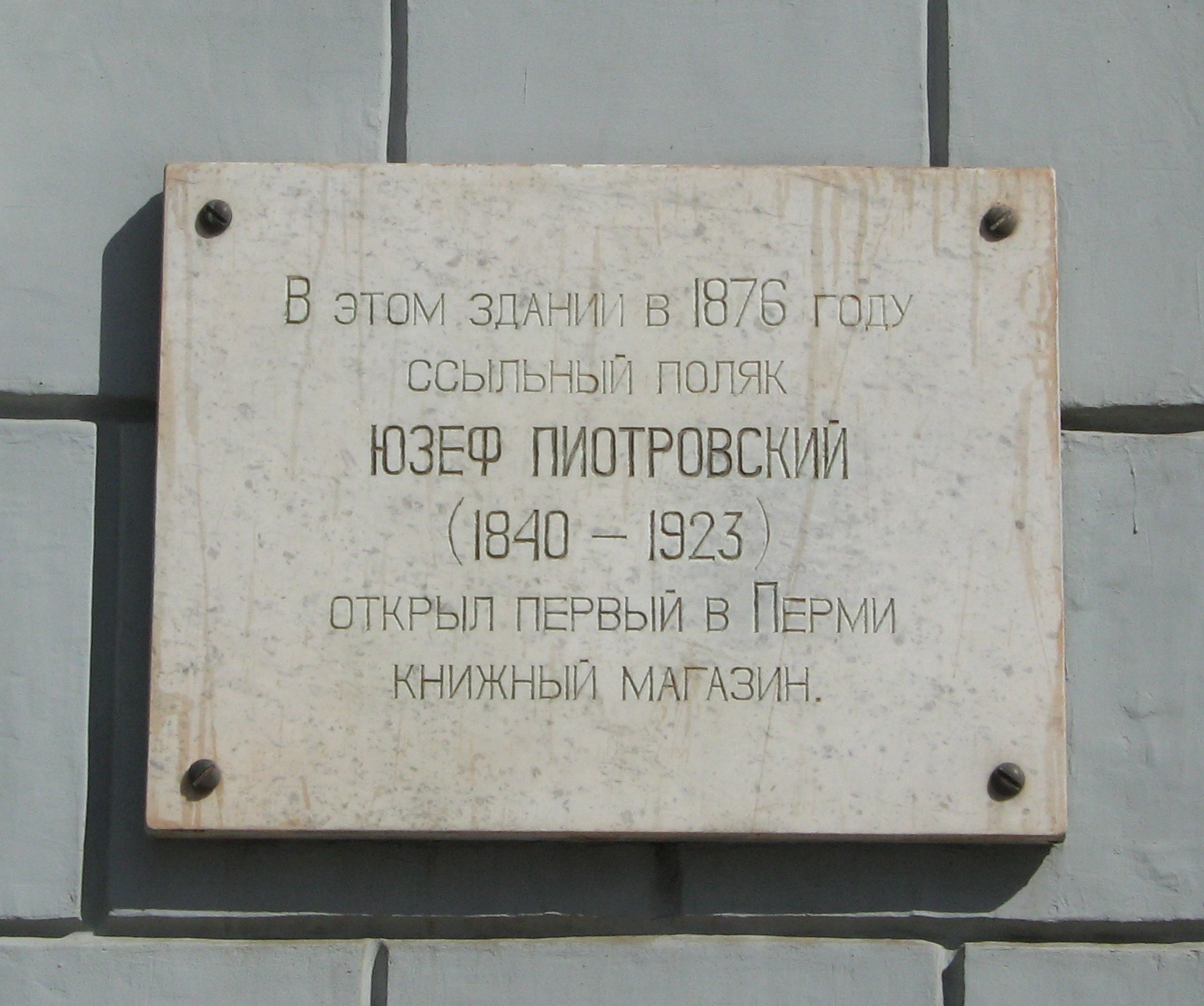
Меморіальна дошка

Юзе́ф Пйотро́вський (Йо́сип Юліа́нович Петро́вській, пол. Józef Piotrowski, рос. Юзеф [Иосиф] Юлианович Пиотровский [Петровский]; 1840—1923) — учасник Польського повстання 1863 року, просвітитель. Відомий як засновник першої книгарні в місті Пермі.
Юзеф Юліанович Пйотровський народився 1840 року в Польщі, яка за того часу входила до складу Російської імперії. За участь у Польському повстанні 1863 року був засланий на каторгу, а потім був висланий до Пермі. Узимку 1876 року відкрив книгарню, оформивши її на ім'я своєї дружини Ольги Платонівни Пйотровської. Книгарня розташовувався в будівлі на розі Покровської (зараз — вулиця Лєніна) і Сибірської вулиць. Магазин Пйотровських мав популярність серед жителів міста і сприяв розвитку освіти в Пермі. Книгарня також використовувалася для підпільного розповсюдження демократичної літератури, яка справила вплив на формування революційних поглядів молоді міста. Документи сім'ї Пйотровських, які засвідчують це, зберігаються в Пермському крайовому музеї. На будинку, в якому була книгарня, встановлена меморіальна дошка
Помер 1923 року. Похований у Пермі на Єгошихинському кладовищі.